# Kingdomino
Kingdomino est un jeu de société créé par Bruno Cathala en 2016 et édité par Blue Orange.
Pour 2 à 4 joueurs à partir de 8 ans pour environ 20 minutes.
Kingdomino est considéré comme un point d'entrée accessible aux jeux de société stratégiques, avec sa durée relativement courte et ses mécanismes familiers avec les dominos.

## Principe général
Les joueurs construisent leur royaume, domino après domino. Chaque domino posé a deux extrémités représentant un type de paysage avec, parfois, des couronnes. Les joueurs choisissent leur domino alternativement. Prendre le domino le moins intéressant permet de choisir son domino en premier au tour suivant, mais prendre le domino le plus intéressant obligera à choisir en dernier.
Le royaume est construit petit à petit, chaque domino ajouté devant correspondre par ses extrémités aux paysages attenants. Le royaume final doit tenir dans une grille de 5x5.

## Règle du jeu
Les règles de ce jeu sont très simples à comprendre, ce qui lui permet d’être compréhensible pour le plus grand nombre des plus jeunes aux plus âgés. Vous devrez donc combiner vos différents dominos pour faire les terrains les plus grands et les plus rentables, mais le système de pioche est basé sur un principe de draft qui ajoute une nouvelle difficulté au jeu.

### Préparation et mise en place
La mise en place est très simple :
- Chaque joueur va prendre un petit château, avec sa tuile carrée et un pion de la même couleur (lorsque l’on joue à deux joueurs, chaque joueur prend les 2 rois de sa couleur).
- Les dominos vont être mélangés soigneusement face numérotée visible puis placés aléatoirement dans l’insert de la boîte. Selon le nombre de joueurs, on ne jouera pas forcément avec tous les dominos :
  - A 2 joueurs, il faut enlever 24 dominos dans la version classique, on peut garder l’ensemble des dominos si l’on veut jouer au Grand Duel (plus d’informations en-dessous).
  - A 3 joueurs, il faut enlever 12 dominos pour n’en garder 36.
  - A 4 joueurs, il faut garder l’ensemble des dominos.
- Il faut prendre 3 dominos (pour 3 joueurs) ou 4 dominos (pour 2 et 4 joueurs), on va ensuite les trier par ordre croissant (le plus petit près de la boîte).
- On détermine le joueur qui commence en prenant les rois dans sa main et tirant au sort. Le premier joueur va pouvoir choisir le domino de son choix, puis il y aura de moins en moins de choix.
- Lorsque tous les dominos ont été sélectionnés, on va réformer la nouvelle ligne en reprenant les mêmes règles.

### Déroulement de la partie
Lorsque la première ligne a été complétée, on va alors pouvoir commencer la partie :
- Le premier joueur est celui dont le pion se trouve près de la boîte.
- Il va alors pouvoir prendre le domino et le placer sur son terrain.
- Il pourra ensuite sélectionner le domino qu’il prendra dans la nouvelle ligne.
- Lorsque l’on joue à deux, on effectue deux fois ces actions.
- Pour placer ses dominos, il y a des règles de connexion à respecter :
  - Depuis la tuile centrale, vous pouvez connecter n’importe quel territoire d’un domino.
  - Il faut toujours connecter un domino avec un autre domino qui comporte au moins un territoire similaire (ils doivent se toucher).
- L’objectif est de former un carré de 5×5 (un domino étant constitué de 2 cases, soit 2 territoires) qui est centré autour du château.
- Si vous n’arrivez pas à connecter un domino en respectant la règle du carré de 5×5 et des règles de connexion, alors vous devrez le défausser.

Il est aussi possible de faire un Grand Duel à deux, on va alors prendre l’ensemble des pions et devoir faire un carré de 7×7.

### Fin de la partie
La partie se termine lorsqu’il ne reste plus de domino dans la pioche et que les joueurs ont joué la dernière ligne. Il va falloir alors compter les points :
- L’objectif est bien sûr d’obtenir le plus de points et pour cela il va falloir avoir des domaines, c’est-à-dire des territoires similaires contigus (se touchant).
- Pour que les domaines rapportent des points, il faut qu’il aient des couronnes, car ce sont les couronnes qui rapportent des points (on multiplie le nombre de cases d’un domaine avec le nombre de couronnes).
- Un domaine sans couronne ne rapporte rien.
- Chaque joueur va additionner le score de l’ensemble de ses domaines et le vainqueur est celui avec le plus gros score. En cas d’égalité, celui avec le plus de couronnes remporte la partie, s’il y a encore égalité alors tout le monde gagne.

Il existe quelques règles additionnelles à appliquer en fin de partie :
- Dynastie : il faut faire trois manches de suite et celui qui a le plus grand score total remporte la partie.
- Empire du milieu : on marque 10 points de bonus si son château est au centre du jeu.
- Harmonie : on marque 5 points de bonus si le royaume est complet et donc qu’aucun domino n’est défaussé.

## Récompense
- Spiel des Jahres  2017[2]
- Jeu de l'année Gioco dell’Anno 2017[3]
- Meilleur jeu familial Gouden Ludo 2017[4]
- Prix du public du Jeu de Saint-Herblain 2017

## Extensions et Gamme Kingdomino
Une version géante est éditée en 2017 : tous les éléments de jeu sont plus grands. Par exemple, les tuiles font 8x16 cm, contre environ 4x8 cm dans le jeu original. 
En 2017 sort Queendomino, qui peut être joué indépendamment de Kingdomino mais les deux peuvent être combinés. L'extension Kingdomino Age of Giants sortie en 2018 convient à Kingdomino comme à Queendomino.
En 2019 sort Kingdomino Duel, jeu de dés indépendant pour seulement 2 joueurs.
En avril 2020, pendant la pandémie de Covid-19 et pendant que plusieurs pays dont la France ont pris des mesures de confinement, une extension imprimable chez soi, La Cour, est mise gratuitement en ligne.
En 2020 sort Dragomino, une version enfant de Kingdomino réalisée avec Wilfried et Marie Fort. Ce jeu remportera en 2021, l'As d'Or Enfant et le Kinderspiel des Jahres.
En 2021 sort Kingdomino Origins, un stand alone qui se joue seul mais dont les sensations de jeu rappellent Kingdomino et Queendomino.

## Tournois
En 2018 et 2019 des tournois de Kingdomino sont organisés en France.
En 2022, la deuxième édition du Championnat de France de Kingdomino avait lieu